# (7285) Seggewiss
(7285) Seggewiss (1990 EX2) – planetoida z pasa głównego asteroid okrążająca Słońce w ciągu 4,13 lat w średniej odległości 2,57 j.a. Odkryta 2 marca 1990 roku.